# کلی گرینبوش
کلی گرینبوش (انگلیسی: Clay Greenbush؛ زادهٔ ۱۹۶۸) بازیگر اهل ایالات متحده آمریکا است. او حرفه خود را در سن ده ماهگی با حضوری بدون ذکر نام در فیلم پنج قطعه آسان آغاز کرد، فیلمی که پدرش، بیلی گرین بوش، در آن بازی می‌کرد. او در این فیلم نقش نوزادی را داشت که در آغوش جک نیکلسون بود.
از فیلم‌ها یا مجموعه‌های تلویزیونی که وی در آن‌ها نقش داشته است، می‌توان به پنج قطعه آسان و فیلم ابرقهرمان اشاره نمود.